# Natasha Subhash
Natasha Subhash (* 2. September 2001 in Fairfax, Virginia) ist eine ehemalige US-amerikanische Tennisspielerin.

## Karriere
Subhash begann mit vier Jahren das Tennisspielen und bevorzugt Hartplätze. Sie spielt vorrangig Turniere der ITF Women’s World Tennis Tour, bei denen sie je zwei Titel im Einzel und Doppel gewinnen konnte.
Beim Juniorinnendoppel der Australian Open 2017 erreichte sie mit ihrer Partnerin Catherine McNally das Halbfinale, wo sie den späteren Siegerinnen Bianca Andreescu und Carson Branstine unterlagen.
Ihr Debüt auf der WTA Tour feierte Smith, als sie eine Wildcard für das Doppel der Citi Open 2018 erhielt. Sie unterlag mit ihrer Partnerin Alana Smith aber bereits in der ersten Runde. Bei den NYJTL Bronx Open 2019 scheiterte sie in der ersten Runde der Qualifikation an Laura Siegemund mit 0:6 und 2:6.

## Turniersiege

### Einzel
| Nr. | Datum         | Turnier      | Kategorie | Belag | Finalgegnerin | Ergebnis |
| --- | ------------- | ------------ | --------- | ----- | ------------- | -------- |
| 1.  | 11. Mai 2019  | Williamsburg | ITF W15   | Sand  | Nina Stadler  | 6:2, 6:3 |
| 2.  | 23. Juni 2019 | Orlando      | ITF W15   | Sand  | Tori Kinard   | 6:1, 6:2 |

### Doppel
| Nr. | Datum         | Turnier | Kategorie   | Belag     | Partnerin         | Finalgegnerinnen                   | Ergebnis         |
| --- | ------------- | ------- | ----------- | --------- | ----------------- | ---------------------------------- | ---------------- |
| 1.  | 17. März 2018 | Tampa   | ITF $15.000 | Sand      | Catherine McNally | Rasheeda McAdoo Katerina Stewart   | 3:6, 6:3, [10:6] |
| 2.  | 9. März 2019  | Carson  | ITF W15     | Hartplatz | Rasheeda McAdoo   | Nicole Mossmer Chanelle Van Nguyen | 6:2, 6:4         |